# Toki Masazō
Toki Masazō (jap. 土岐 正蔵, * 16. Februar 1893 in Yuasa, Präfektur Wakayama; † 25. Juli 1963) war ein japanischer Ökonom sowie Professor für Betriebswirtschaftslehre.

## Leben
Toki wurde auf der Halbinsel Kii geboren. Er studierte an der staatlichen Handelshochschule Kōbe, welche heute Teil der Universität Kōbe ist. Dort konnte er einen Abschluss ähnlich dem deutschen Diplom erhalten und ging anschließend nach Deutschland. Dort begann er 1928 in Freiburg bei Mahlberg, anschließend an der Universität zu Köln bei Schmalenbach und danach in Berlin. 1930 kehrte er nach Japan zurück, wo er in der Industrie tätig war, bevor er 1932 zum Professor für betriebliches Rechnungswesen an der Handelshochschule Wakayama berufen wurde. 1951 ging er an die Universität Nagoya, bis er 1956 an die Handelshochschule Kōbe (heute Präfekturuniversität Hyōgo) ging. Toki lehrte zuletzt an der buddhistischen Ryūkoku-Universität in Kyōto und hielt Vorlesungen an den Universitäten Osaka und Wakayama und der Handelshochschule Nagoya.
Er verstarb am 25. Juli 1963 infolge eines Herzanfalls.

## Wirken
Toki übersetzte zahlreiche Werke Schmalenbachs ins Japanische, darunter die Dynamische Bilanz, Selbstkostenrechnung und Preispolitik sowie Der freien Wirtschaft zum Gedächtnis.
Neben den Übersetzungen schuf er aber auch Werke zur Verrechnungspreislehre und Betriebsabrechnung. Für sein Werk zur Verrechnungspreislehre wurde ihm von der Universität Kobe der besondere Grad eines Doktors der Betriebswirtschaftslehre (Keiei-gaku Hakse) verliehen, welcher nur an besonders verdienstvolle Wissenschaftler verliehen wurde.

## Mitgliedschaften
Toki war Ehrenmitglied der Schmalenbach-Gesellschaft.